# Pseudogonatodes
Pseudogonatodes – rodzaj jaszczurek z rodziny Sphaerodactylidae.

## Zasięg występowania
Rodzaj obejmuje gatunki występujące w Ameryce Południowej (Kolumbia, Wenezuela, Gujana, Surinam, Gujana Francuska, Brazylia, Ekwador i Peru). 

## Systematyka
Rodzaj zdefiniował w 1915 roku amerykański herpetolog Alexander Grant Ruthven w artykule dotyczącym nowego rodzaju i gatunku jaszczurki, opublikowanym w czasopiśmie „Occasional Papers of the Museum of Zoology, University of Michigan”. Gatunkiem typowym jest (oryginalne oznaczenie) Pseudogonatodes furvus.

### Etymologia
Pseudogonatodes: gr. ψευδος pseudos ‘fałszywy’; rodzaj Gonatodes Fitzinger, 1843.

### Podział systematyczny
Do rodzaju należą następujące gatunki: 
- Pseudogonatodes barbouri (Noble, 1921)
- Pseudogonatodes furvus Ruthven, 1915
- Pseudogonatodes fuscofortunatus Schargel, Hernández-Morales, Daza, Jowers, Montes-Correa, Freitas, Sullivan, Gamble, Bauer & Rivas, 2024
- Pseudogonatodes gasconi Ávila-Pires & Hoogmoed, 2000
- Pseudogonatodes guianensis Parker, 1935
- Pseudogonatodes lunulatus (Roux, 1927)
- Pseudogonatodes manessi Ávila-Pires & Hoogmoed, 2000
- Pseudogonatodes peruvianus Huey & Dixon, 1970
- Pseudogonatodes quihuai Rojas-Runjaic, Koch, Castroviejo-Fisher, Prudente, 2024